# 제1회 CJ 아시아 인디 영화제
제1회 CJ 아시아 인디 영화제는 2004년 10월 20일에 열린 시상식이다.

## 수상 및 후보

### 관객상
- 드랙퀸 가무단 - 제로 추 수상

### 상영작
- 조제, 호랑이 그리고 물고기들 - 이누도 잇신
- 구름의 남쪽 - 주 웬
- 6월의 뱀 - 츠카모토 신야
- 가가서리 - 루 추안
- 듀엣 - 진려
- 태권도 - 마이리시 외
- 심판 - Pantham Thongsang
- 침묵의 땅 - 사만 살루르
- 불량 공주 모모코 - 나카시마 테츠야
- 광산에 내리는 진눈깨비 - 알리 레자 아미니
- 연꽃연못에서 나는 향기 - 사티야짓 마이티페
- 바람아 불어라 - 파르토 센굽타
- 하난 - 마크란드 데쉬판데
- 대결 - 아흐마드 레자 다르비쉬
- 베컴이 오웬을 만났을 때 - 아담 사우핑 웡
- 낮과 밤 - 왕 차오
- 브라이달 샤워 - 제프리 제투리안
- 드랙퀸 가무단 - 제로 추
- 방파제 - 마리오 오하라
- 쯔부로의 껍질 - 야마다 마사후미
- 아름다운 세탁기 - 제임스 리
- 큰 양 두 마리 - 하우 리우
- 바이칼 - 윤영호
- 절간의 만우절 - 이민경
- 즐거운 우리집 - 엄혜정
- 호흡법, 제2장 - 이형석
- 생산적 활동 - 오점균
- 나무아미타불 크리스마스 - 박관호
- 나는 왜 권투 심판이 되려하는가 - 최익환
- 동창회 - 최진호
- 눈물 - 부지영
- 사랑의 힘 - 김지운
- 오디션 - 이경미
- 신도시인 - 홍두현
- 올드보이의 추억 - 김민석
- 편대단편 - 지민호
- 안다고 말하지 마라 - 송혜진
- 폴라로이드 작동법 - 김종관
- 빵과 우유 - 원신연
- 철수 영희 - 황규덕
- 거류 - 박지원
- 신성일의 행방불명 - 신재인
- 양아치어조 - 조범구
- 영매 - 산 자와 죽은 자의 화해 - 박세호
- 송환 - 김동원
- 거북이도 난다 - 바흐만 고바디
- 길 - 배창호